# براهیم دیاز
براهیم عبدالقادر دیاز (اسپانیایی: Brahim Abdelkader Díaz‎؛ زادهٔ ۳ اوت ۱۹۹۹) بازیکن حرفه ای فوتبال مراکشی-اسپانیایی است که برای تیم ملی فوتبال مراکش و باشگاه رئال مادرید اسپانیا بازی می‌کند.

## عملکرد باشگاهی

### منچسترسیتی
براهیم کار خود را در باشگاه زادگاهش مالاگا آغاز کرد، پیش از این که در سال ۲۰۱۵ به عنوان بازیکن ۱۶ ساله با مبلغ ۲۰۰٬۰۰۰ پوند به منچسترسیتی نقل مکان کند. در ۲۱ سپتامبر ۲۰۱۶، دیاز اولین بازی خود را برای سیتی رقم زد و به عنوان جانشین در ۸۰ دقیقه جایگزین کلچی ایهیناچو در یک بازی در جام اتحادیه برابر سوانزی سیتی شد. پنج روز بعد، وی به مدت سه سال، اولین قرارداد حرفه ای خود را با سیتی منعقد کرد.
در ۲۱ نوامبر ۲۰۱۷، براهیم اولین بازی خود در لیگ قهرمانان اروپا را برابر فاینورد انجام داد و در جریان مصدومیت رحیم استرلینگ جایگزین او شد. در ۱۹ دسامبر ۲۰۱۷، براهیم اولین بازی فیکس خود را آغاز کرد و ۸۸ دقیقه مقابل لستر سیتی در جام اتحادیه بازی کرد. او اولین بازی خود در لیگ برتر را در ۲۰ ژانویه ۲۰۱۸ در پیروزی ۳–۱ مقابل نیوکاسل یونایتد انجام داد. وی در ۱۳ مه، او پس از حضور پراکنده در ۴ بازی لیگ برتر در این فصل، جایزه گرفت.
در ۵ اوت ۲۰۱۸، براهیم ۱۵ دقیقه پایانی را به جای فیل فودن با نتیجه ۲ بر ۰ مقابل چلسی در جام خیریه انگلستان بازی کرد. بعداً در آن فصل، براهیم اولین و دومین گل خود را برای سیتی به ثمر رساند و هر دو بار در پیروزی ۲–۰ مقابل فولام در ۱ نوامبر به ثمر رسید.

### رئال مادرید
به دنبال گمانه زنی‌های نقل و انتقالات شدید، همراه با قراردادش با منچسترسیتی به دلیل انقضا در ژوئن ۲۰۱۹، براهیم در تاریخ ۶ ژانویه به مبلغ ۱۵٫۵ میلیون پوند (۱۷ میلیون یورو) به رئال مادرید پیوست. قرارداد وی که تا سال ۲۰۲۵ ادامه دارد، شامل افزودنیهای احتمالی نیز می‌شود که می‌تواند ارزش این انتقال را تا ۲۲ میلیون پوند (۲۴ میلیون یورو) افزایش دهد. این نقل و انتقالات همچنین شامل بندهایی است که مبلغ ۱۵ درصد هزینه فروش را باید توسط سیتی دریافت کند که در صورت ترک براهیم از مادرید و انتقال به «باشگاه منچستری دیگر»، ۴۰٪ افزایش می‌یابد.
او اولین بازی خود را در ۹ ژانویه ۲۰۱۹ انجام داد و در پیروزی ۳–۰ مقابل لگانس در کوپا دل ری به عنوان یک جایگزین وارد شد. اولین حضور او در لیگ چهار روز بعد، هنگامی که او دوباره با نتیجه ۲ بر یک به پیروزی رئال بتیس رسید به عنوان جانشین به میدان رفت. او اولین گل خود را در تاریخ ۱۲ مه ۲۰۱۹ در یک شکست ۳–۱ در برابر رئال سوسیداد به ثمر رساند.

## عملکرد بین‌المللی
براهیم در اسپانیا در والدین مراکشی_اسپانیایی در ملیلیه به دنیا آمد. او بخاطر پدر مراکشیش شرایط حضور در تیم ملی مراکش را دارد. براهیم یک جوان بین‌المللی مراکشی است و اولین حضور خود را در اسپانیا تو سن ۱۶ سالگی انجام داد، جایی که وی به خاطر عملکردهای خود برای بازیهای زیر ۱۷سال اسپانیا در مسابقات قهرمانی زیر ۱۷ سال اروپا ۲۰۱۶ تحسین شد. او یک بازی دوستانه نیز در مقابل تیم ملی لیتوانی برای اسپانیا انجام داده است که در آن بازی توانست یک گل بزند او در سال ۲۰۲۴ به دلیل دعوت نشدن به اسپانیا ملیت مراکش را گرفت.

## آمار باشگاهی
تا تاریخ ۲۹ نوامبر ۲۰۲۳
| باشگاه             | فصل                | لیگ                | لیگ  | لیگ | جام‌حذفی | جام‌حذفی | اروپا | اروپا | دیگر | دیگر | مجموع | مجموع |
| باشگاه             | فصل                | لیگ                | بازی | گل  | بازی    | گل      | بازی  | گل    | بازی | گل   | بازی  | گل    |
| ------------------ | ------------------ | ------------------ | ---- | --- | ------- | ------- | ----- | ----- | ---- | ---- | ----- | ----- |
| منچستر سیتی        | ۲۰۱۶–۲۰۱۷          | لیگ برتر           | ۰    | ۰   | ۰       | ۰       | ۰     | ۰     | ۱    | ۰    | ۱     | ۰     |
| منچستر سیتی        | ۲۰۱۷–۲۰۱۸          | لیگ برتر           | ۵    | ۰   | ۱       | ۰       | ۳     | ۰     | ۱    | ۰    | ۱۰    | ۰     |
| منچستر سیتی        | ۲۰۱۹–۲۰۱۸          | لیگ برتر           | ۰    | ۰   | ۰       | ۰       | ۰     | ۰     | ۳    | ۲    | ۳     | ۲     |
| منچستر سیتی        | مجموع منچسترسیتی   | مجموع منچسترسیتی   | ۵    | ۰   | ۱       | ۰       | ۳     | ۰     | ۵    | ۲    | ۱۴    | ۲     |
| رئال مادرید        | ۲۰۱۸–۲۰۱۹          | لالیگا             | ۹    | ۱   | ۲       | ۰       | ۰     | ۰     | ۰    | ۰    | ۱۱    | ۱     |
| رئال مادرید        | ۲۰۱۹–۲۰۲۰          | لالیگا             | ۶    | ۰   | ۳       | ۱       | ۱     | ۰     | ۰    | ۰    | ۱۰    | ۱     |
| رئال مادرید        | ۲۰۲۳–۲۰۲۴          | لالیگا             | ۹    | ۱   | ۰       | ۰       | ۳     | ۱     | ۰    | ۰    | ۱۲    | ۲     |
| رئال مادرید        | ۲۰۲۴–۲۰۲۵          | لالیگا             | ۲۱   | ۴   | ۲       | ۰       | ۸     | ۲     | ۳    | ۰    | ۳۴    | ۶     |
| مجموع رئال مادرید  | مجموع رئال مادرید  | مجموع رئال مادرید  | ۴۵   | ۶   | ۷       | ۱       | ۱۲    | ۳     | ۳    | ۰    | ۶۷    | ۱۰    |
| آث میلان           | ۲۰۲۰–۲۰۲۱          | سری‌آ               | ۲۷   | ۴   | ۲       | ۰       | ۱۰    | ۳     | ۰    | ۰    | ۳۹    | ۷     |
| آث میلان           | ۲۰۲۱–۲۰۲۲          | سری‌آ               | ۳۱   | ۳   | ۴       | ۰       | ۵     | ۱     | ۰    | ۰    | ۴۰    | ۴     |
| آث میلان           | ۲۰۲۲–۲۰۲۳          | سری‌آ               | ۲۰   | ۴   | ۲       | ۱       | ۵     | ۲     | ۲    | ۱    | ۲۹    | ۸     |
| مجموع میلان (قرضی) | مجموع میلان (قرضی) | مجموع میلان (قرضی) | ۷۸   | ۱۱  | ۸       | ۱       | ۲۰    | ۶     | ۲    | ۱    | ۱۰۸   | ۱۹    |
| مجموع آمار         | مجموع آمار         | مجموع آمار         | ۱۳۱  | ۱۷  | ۱۵      | ۲       | ۳۵    | ۹     | ۱۰   | ۳    | ۱۸۹   | ۳۱    |

## آمار ملی

### بازی‌های ملی
تا تاریخ ۸ ژوئن ۲۰۲۱
| اسپانیا | اسپانیا | اسپانیا |
| سال     | بازی    | گل      |
| ------- | ------- | ------- |
| ۲۰۲۱    | ۱       | ۱       |
| مجموع   | ۱       | ۱       |

### گل‌های ملی
| شماره | تاریخ       | میزبان | بازی ملی | حریف    | نتیجه | رقابت   |
| ----- | ----------- | ------ | -------- | ------- | ----- | ------- |
| ۱     | ۸ ژوئن ۲۰۲۱ | لگانس  | ۱        | لیتوانی | ۴–۰   | دوستانه |

## افتخارات

### باشگاهی

#### منچستر سیتی
- لیگ برتر فوتبال انگلستان: ۲۰۱۷–۲۰۱۸
- جام خیریه انگلستان: ۲۰۱۸

#### رئال مادرید
- لالیگا: ۲۰۱۹–۲۰۲۰، ۲۰۲۳–۲۴
- لیگ قهرمانان اروپا: ۲۴–۲۰۲۳
- سوپر جام فوتبال اسپانیا: ۲۰۲۰، ۲۰۲۴
- جام بین قاره‌ای فیفا ۲۰۲۴

#### میلان
- سری آ:۲۰۲۱

### ملی

#### زیر ۱۷ سال اسپانیا
- قهرمانی زیر ۱۷ سال اروپا: ۲۰۱۶ دوم